# Piedra angular

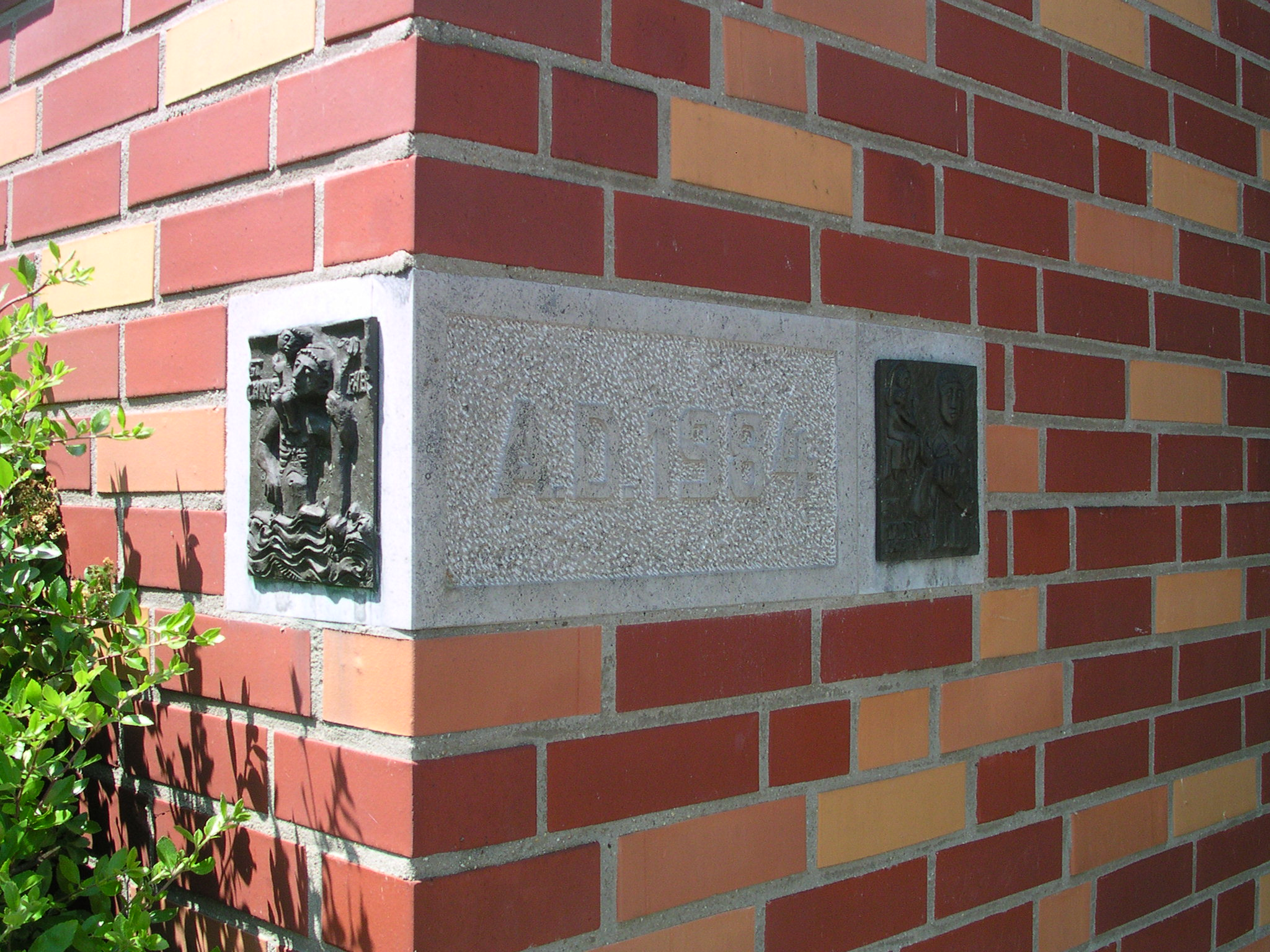
Una piedra angular con imágenes en relieves de bronce.

El concepto de piedra angular o piedra base (del griego: Άκρογωνιεîς y latín: Primarii Lapidis) se deriva de la primera piedra en la construcción de una base de una cimentación de albañilería, importante, ya que todas las otras piedras se establecerán en referencia a esta piedra, lo que determina la posición de toda la estructura.
También se refiere, en una edificación, a la piedra, usualmente de gran tamaño, que se colocaba en una esquina para darle rigidez, al sostener o unir dos grandes lienzos de muro. Puede estar embellecida, sirviendo en este caso no solo como refuerzo, sino como decoración. 
Con el tiempo se convirtió en uno de los pilares de mampostería de piedra ceremonial, o la réplica, situada en un lugar destacado en el exterior de un edificio, con una inscripción en la piedra que indica la fecha de construcción del edificio y el nombre del arquitecto, constructor u otras personas de relieve. El rito de poner una piedra angular es un componente cultural importante de la arquitectura occidental y metafóricamente en la arquitectura sacra en general.
Los orígenes de esta tradición son vagos, pero su presencia en los países judeocristianos pueden estar asociados con una cita del Antiguo Testamento (Salmo 118:22):

La piedra que los constructores desecharon, en piedra angular se ha convertido; esta ha sido la obra de Yahveh, una maravilla a nuestros ojos.

Es citada seis veces en el Nuevo Testamento (Mateo 21:42, Marcos 12:10, Lucas 20:17, Hechos 4:11, Efesios 2:20 y 1 Pedro 2:7).
Algunas piedras angulares son cápsulas del tiempo desde el momento en que se construyó un edificio en particular.

## Iglesias

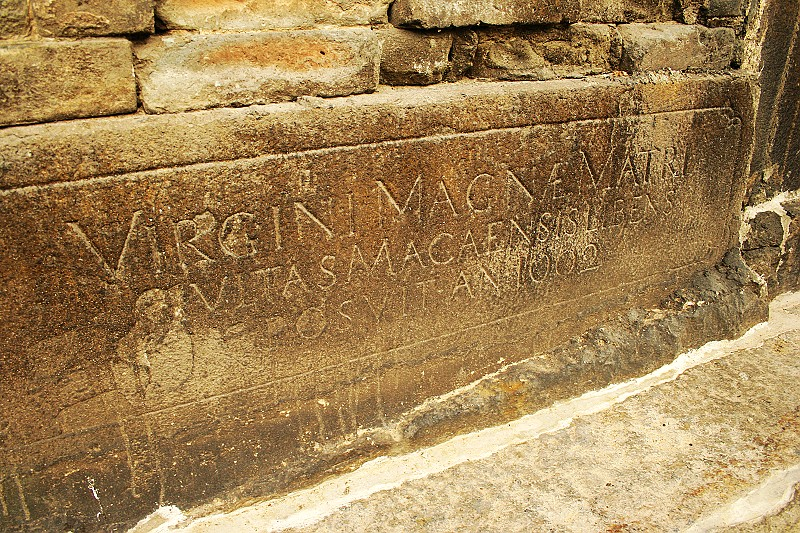
Piedra angular de la Catedral de San Pablo de Macao (1602).

Por su símil, a veces se reconoce como "piedra de fundación" y símbolo de Cristo, a quien el apóstol Pablo se refirió a como la "cabeza angular" o lapis angularis: la "Piedra angular de la Iglesia" (Efesios, 2:20). Muchas de las más antiguas iglesias colocaron reliquias de los santos, especialmente mártires, en la piedra de fundación. 

### Iglesias católicas occidentales
Según el rito pre-Vaticano II de la Iglesia católica, antes de que comenzase la construcción de una nueva iglesia, los cimientos del edificio deben estar claramente marcados, situando una cruz de madera en el lugar donde debe levantarse el altar. Una vez hecho esto, el obispo o un sacerdote delegado por él a tal propósito, bendice con agua bendita, rociando primero la cruz anteriormente levantada y luego la piedra de fundación. Sobre la piedra, procede a grabar cruces en cada lado con un cuchillo, y pronuncia la siguiente oración: "Bendice, Señor, esta criatura de piedra (creaturam istam lapidis) y concede, por la invocación de tu santo Nombre, que los que tengan una mente pura presten ayuda a la construcción de esta iglesia y puedan obtener firmeza en su cuerpo y la sanación de sus almas. Por Cristo Nuestro Señor, Amén".
Después de esto, se dice la Letanía de los Santos, seguido de una antífona y del Salmo 126 (Salmo 127 en la numeración hebrea), que comienza apropiadamente con el versículo: "Si el Señor no construye la casa, en vano se afanan los constructores". A continuación, la piedra se baja a su lugar con otra plegaria y otra vez se rocía con agua bendita. Se recitan más antífonas y salmos, mientras que el obispo rocía las cimentaciones, que se dividen en tres secciones, terminando cada una con una oración especial. Por último, se canta el Veni Creator Spiritus y dos oraciones cortas. Entonces el obispo, si lo considera oportuno, se sienta y exhorta a la gente a contribuir a la construcción, a los nombramientos y al mantenimiento de la nueva iglesia, después de lo cual los despide con su bendición y la proclamación de una indulgencia.

### Iglesias orientales

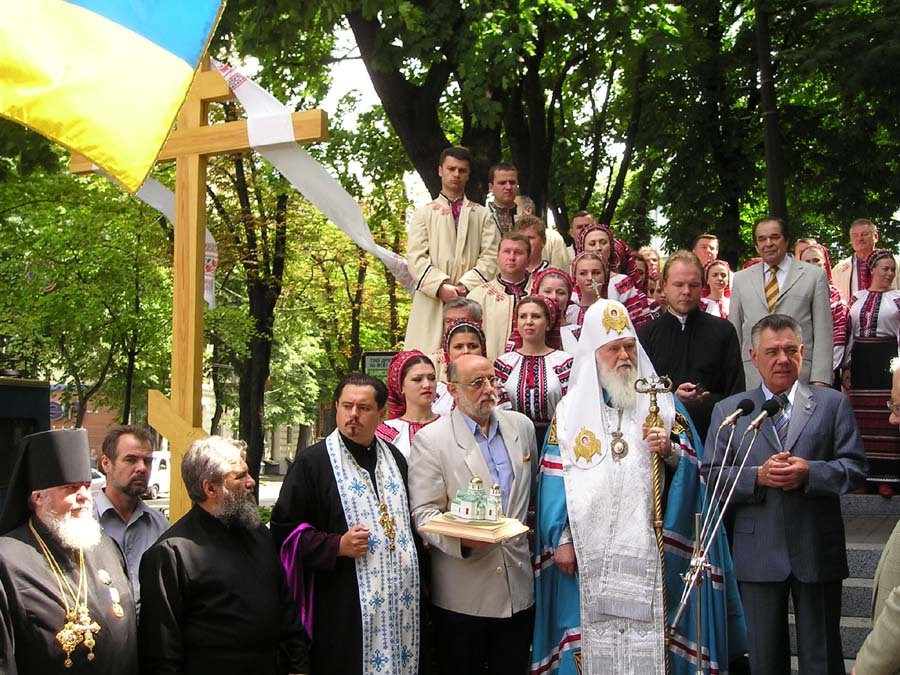
Ceremonia de colocación de la piedra angular en una iglesia de Kiev, Ucrania.

En la Iglesia Ortodoxa Oriental se debe obtener la bendición del obispo antes de que la construcción de una nueva iglesia pueda comenzar, y cualquier clérigo que se atreva a hacerlo sin bendición, puede ser depuesto. El "Rito de la Fundación de la Iglesia" (es decir, la colocación de la primera piedra) variará ligeramente dependiendo de si la iglesia va a ser de madera o de piedra. Incluso cuando una iglesia vaya a ser construida en madera, la piedra angular debe ser de piedra.
La piedra angular es una sólida piedra cúbica sobre la que se ha tallado una cruz. Debajo de la cruz, se inscribe:

En el nombre del Padre, y del Hijo, y del Espíritu Santo, esta iglesia es fundada, en honor y memoria de (aquí se introduce el nombre del santo patrón de la nueva iglesia), en el gobierno de (aquí se introduce el nombre del gobernante), en el episcopado de (aquí se introduce el nombre del obispo), en el año del Mundo de _____ (Anno Mundi), y desde el nacimiento en la carne del Dios del Mundo _____ (Anno Domini).

En la parte superior de la piedra se ha ahuecado un espacio en forma de cruz donde se pueden colocar reliquias. Las reliquias no son necesarios, pero si hay, se colocan normalmente en la piedra angular. Si no hay, la inscripción se puede omitir, pero no la cruz.
Después de que las cimentaciones de la nueva iglesia han sido excavadas y terminados todos los preparativos, el obispo (o su delegado) con otro clero invisten y forman una crucesión al lugar de edificación. El servicio comienza con una moleben y la bendición con agua bendita. A continuación se erige una cruz en el lugar donde la Santa Mesa (altar) se alzará y se consagra la piedra angular y se coloca en su lugar.

## Otro
También puede referirse a la base o fundamento principal de algo.